# BRL-54443
BRL-54443 دارویی است که آگونیست انتخابی گیرنده ۱ ئی سروتونین و گیرنده ۱ اف سروتونین (از خانوادهٔ گیرنده‌های ۱ سروتونین) محسوب می‌شود.